# ルース (アルバム)
『ルース』（Loose）は、ネリー・ファータドの3作目のアルバム。

## 収録曲
- 1."Afraid" featuring Attitude – 3:35
- 2."Maneater"  – 4:19
- 3."Promiscuous" featuring Timbaland – 4:02
- 4."Glow" – 4:02
- 5."Showtime" – 4:04
- 6."No Hay Igual" – 3:35
- 7."Te Busqué" featuring Juanes – 3:38
- 8."Say It Right" – 3:43
- 9."Do It" – 3:41
- 10."In God's Hands" – 4:12
- 11."Wait for You"　– 5:11
- 12."All Good Things (Come to an End)" – 5:11

| スタブアイコン | サブスタブ | この項目は、まだ閲覧者の調べものの参照としては役立たない、アルバムに関連した書きかけの項目です。この項目を加筆・訂正などしてくださる協力者を求めています（P:音楽/PJ:アルバム）。 |